# Cryptopone taivanae
Cryptopone taivanae är en myrart som först beskrevs av Auguste-Henri Forel 1913.  Cryptopone taivanae ingår i släktet Cryptopone och familjen myror. Inga underarter finns listade i Catalogue of Life.